# دوهم-لامرسدورف
دوهم-لامرسدورف (به آلمانی: Dohm-Lammersdorf) یک شهر در آلمان است که در فولکانایفل واقع شده‌است. دوهم-لامرسدورف ۱۶۴ نفر جمعیت دارد.